# Gakku TV
Gakku TV (kaz. Гәкку́ ТВ, ros. Гакку́ ТВ) – pierwsza kazachska stacja telewizyjna o profilu muzycznym, która nadaje wyłącznie muzykę produkcji krajowej powstała 1 listopada 2012 przez producenta muzycznego, przedsiębiorcę oraz właściciela firmy Musan, Sanżara Mustafina. Swoją emisję stacja rozpoczęła 1 listopada 2013 roku. Odbierać można ją za pośrednictwem telewizji satelitarnych oraz sieci kablowych. 

## Przykładowe programy[5]
- Gakku NEWS — godzinny program dotyczący showbussinesu, sportu oraz mody
- Än-Gimme (Ән-Gimme) — czat na żywo z celebrytami
- Derec — teledyski oraz proces ich kręcenia
- Backstage — making-of teledysków
- Gakku Top 10 — lista przebojów
- Zhauap Ber — program dyskusyjny, gdzie widownia zadanie pytania
- Cool Tyzbe (Сool Тізбе) — lista przebojów
- Love Story — historie miłosne kazachskich celebrytów
- Follow Wars — program, w którym gwiazdy odpowiadają na pytania fanów zadane w mediach społecznościowych